# Jim FitzGibbon
James J. „Jim“ FitzGibbon (* um 1930) ist ein irischer Badmintonspieler. 

## Karriere
Jim FitzGibbon siegte 1949 erstmals bei den nationalen Titelkämpfen in Irland. Bis 1962 gewann er insgesamt 12 Meisterschaften in Irland. 1950 und 1954 war er bei den Irish Open erfolgreich, 1955 bei den Scottish Open.

## Sportliche Erfolge
| Saison | Veranstaltung                 | Disziplin    | Platz | Name                             |
| ------ | ----------------------------- | ------------ | ----- | -------------------------------- |
| 1949   | Irland: Einzelmeisterschaften | Herreneinzel | 1     | James FitzGibbon                 |
| 1949   | Irland: Einzelmeisterschaften | Mixed        | 1     | Jim FitzGibbon / Barbara Good    |
| 1949   | Irland: Einzelmeisterschaften | Herrendoppel | 1     | James FitzGibbon / Frank Peard   |
| 1950   | Irish Open                    | Herrendoppel | 1     | Frank Peard / James FitzGibbon   |
| 1950   | Irland: Einzelmeisterschaften | Herrendoppel | 1     | James FitzGibbon / Frank Peard   |
| 1951   | Irland: Einzelmeisterschaften | Herrendoppel | 1     | James FitzGibbon / Frank Peard   |
| 1951   | Scottish Open                 | Herrendoppel | 2     | James FitzGibbon / Frank Peard   |
| 1952   | Irland: Einzelmeisterschaften | Herrendoppel | 1     | James FitzGibbon / Frank Peard   |
| 1953   | Irland: Einzelmeisterschaften | Herrendoppel | 1     | James FitzGibbon / Frank Peard   |
| 1954   | Irland: Einzelmeisterschaften | Mixed        | 1     | Jim FitzGibbon / Barbara J. Good |
| 1954   | Irish Open                    | Herrendoppel | 1     | Frank Peard / James FitzGibbon   |
| 1954   | Irland: Einzelmeisterschaften | Herrendoppel | 1     | James FitzGibbon / Frank Peard   |
| 1955   | Scottish Open                 | Herrendoppel | 1     | Frank Peard / James FitzGibbon   |
| 1955   | Irland: Einzelmeisterschaften | Herrendoppel | 1     | James FitzGibbon / Frank Peard   |
| 1961   | Irland: Einzelmeisterschaften | Herrendoppel | 1     | James FitzGibbon / Frank Peard   |
| 1962   | Irland: Einzelmeisterschaften | Herrendoppel | 1     | James FitzGibbon / Frank Peard   |